# 선문수경
《선문수경(禪文手鏡)》은 조선 후기의 고승인 긍선(亘璇)의 저서이다. 5종(宗)의 강요와 어구를 임제(臨濟)의 3구에 배대하여 설명하고 도표로 만든 것이다.
긍선은 일대의 선교(禪敎)를 임제의 3구로서 3분하여, 제1구를 얻으면 불조(佛祖: 부처와 조사)를 스승으로 삼을 수 있고, 제2구를 얻으면 인천(人天)을 스승으로 삼을 수 있겠으나, 제3구는 자기 한 사람도 구제할 수 없다고 하였다.
그는 6조(祖)대사 이후의 5가(家) 종풍을 규정하여 임제종(臨濟宗)을 제1의 조사선(祖師禪), 위앙종(潙仰宗) · 법안종(法眼宗) · 조동종(曹洞宗)의 3종은 제2구인 여래선(如來禪)이라고 하고, 제3구의 의리선(義理禪)은 변계망정에 불과하다고 비판하였다. 이것은 일대 논쟁을 낳게 되어 그의 주장을 전면으로 반박한 것이 초의 의순(草衣意恂)의 《사변만어(四辨漫語)》이다.

## 같이 보기
- 조선 말기의 선론
- 긍선
- 의순
- 홍기
- 유형
- 서진하

## 참고 문헌
- 이 문서에는 다음커뮤니케이션(현 카카오)에서 GFDL 또는 CC-SA 라이선스로 배포한 글로벌 세계대백과사전의 내용을 기초로 작성된 글이 포함되어 있습니다.